# Leonardo Dati (1360-1425)
Leonardo Dati (Firenze, 1360 – 16 marzo 1425) è stato un umanista italiano.
Teologo ed oratore domenicano, è stato Maestro Generale dell'ordine dei predicatori, dal 1414 fino alla sua scomparsa.

## Biografia
Nato a Firenze da Anastasio, facoltoso commerciante di seta, e da Margherita Taoni. Professati i voti, per molti anni condusse una tranquilla vita di studi in Santa Maria Novella, di cui venne eletto Priore nel 1401.
Nel 1409, durante l'ultima fase dello Scisma d'Occidente, prese parte al Concilio di Pisa, poi venne nominato Inquisitore a Bologna e, dopo soli pochi mesi, trasferito a Roma in qualità di Procuratore dell'ordine presso la Santa Sede.
Al tempo del Concilio di Costanza, cui partecipava come rappresentante della Repubblica fiorentina, venne eletto Maestro Generale dell'ordine assurto a nuova unità. Nel 1417 fu uno dei sei delegati italiani al conclave che elesse Martino V, in nome del quale ebbe l'onore di aprire il Concilio di Pavia del 1423.

## Attività oratorie e letterarie
Scrisse soprattutto testi di argomento teologico e filosofico (fra i quali dei commentarii ad Aristotele) e fu intellettuale molto colto, come dimostrano le dotte omelie che pronunciò durante i concili, piene di riferimenti letterari.
Fu anche generoso sostenitore delle attività del fratello Gregorio Dati, mercante e diarista, cui non lesinò mai il suo aiuto economico. A Leonardo Dati, assieme al fratello Gregorio, è anche attribuita la paternità de La sfera, poemetto in ottave di contenuto astronomico-geografico, risalente alla seconda metà del XIV secolo.
Tale opera, allora molto popolare, fornisce al lettore interessanti informazioni sul mondo di quei tempi, sul funzionamento delle bussole coeve e su altre materie marinaresche, arricchite da osservazioni, disegni e note di viaggio. Alcuni manoscritti de La sfera sono poi corredati da veri e propri portolani, che rappresentano le linee di costa, i porti, le isole e descrivono le rotte di navigazione di quell'epoca.

## Cardinalein extremis?
È sepolto nella Cappella Rucellai in Santa Maria Novella, dove la sua lastra tombale in bronzo fu fusa e cesellata da Lorenzo Ghiberti tra il 1425 ed il 1426.
(dall'Iscrizione funebre dedicatagli ai piedi della tomba)
Non è certa la sua elevazione alla porpora cardinalizia. Una cronaca del XV secolo afferma che Leonardo Dati sia stato creato cardinale diacono da papa Martino V nel concistoro del 16 marzo 1425, giorno del suo decesso, e che i messi papali, inviati per annunciargli la notizia, abbiano adornato il suo feretro con le insegne cardinalizie. Tuttavia le fonti contemporanee e la stessa iscrizione tombale non fanno cenno alla porpora, per cui si ritiene probabile che Martino V avesse deciso di crearlo cardinale, ma la morte sopraggiunta abbia reso nulla la nomina.